# Famille Henrys d'Aubigny d'Esmyards
La famille Henrys, devenue Henrys d'Aubigny et Henrys d'Aubigny d'Esmyards, est une famille subsistante de la noblesse française originaire du Forez.
Elle a compté parmi ses membres des conseillers du roi, gendarmes de la Garde, gardes du corps du roi, officiers, ministre plénipotentiaire et fut notamment illustrée par le jurisconsulte Claude Henrys (1593-1662),,, premier avocat du roi au bailliage du Forez.

## Histoire
C'est à Saint-Galmier, dans le Forez, que la famille Henrys apparaît dès le XVe siècle où ses deux premiers membres connus seront notaires et bourgeois de cette ville. La filiation suivie débute avec André Henrys, notaire de Saint-Galmier, vivant en 1491.
Elle fut anoblie en 1618 en la personne de Pierre Henrys (1575-1628), conseiller du roi et fils d'un procureur du roi en l'élection de Montbrison, en récompense à la fois de ses mérites propres et de l'attachement manifesté par son père à la cause royale pendant les troubles de la Ligue, ce qui avait valu à ce dernier d'être emprisonné dans la citadelle de Montbrison pendant dix-huit mois et de n'en sortir qu'après avoir payé rançon.
Le nom « d'Aubigny » lui vint au XVIIe siècle d'une terre située près de Sury-le-Comtal, dans le Forez, acquise par Joseph-Mathieu Henrys (1645-1706), écuyer, seigneur de Chavassieu, gentilhomme ordinaire du prince de Condé, à Marguerite de la Garde ou à ses descendants.
Une de ses branches releva, au XIXe siècle, le nom d'« d'Esmyards » éteint à la mort du dernier porteur du nom, Pierre-Louis Bridet d'Esmyards, dont une soeur avait épousé, en 1765, Jean-Baptiste Henrys d'Aubigny (1728-1786),.
Cette famille est membre de l'Association d'entraide de la noblesse française depuis 1996 (branche d'Aubigny d'Esmyards).

## Filiation
- Claude Henrys (1525-1615), châtelain de Saint-Marcellin (1569), procureur du roi en l'élection de Montbrison (1578), juge de Saint-Rambert. Il épouse Antoinette de la Grange.
  - Pierre Henrys (1575-1628), sieur de Beaulieu et de Charlieu, lieutenant assesseur criminel au bailliage de Montbrison, échevin, fondateur du collège des Oratoriens de Montbrison (1620)[7].
  - Claude Henrys (1586-1662), jurisconsulte forézien, premier avocat du roi au présidial de Montbrison[7]. Il épouse Toussainte du Besset.
    - Joseph-Mathieu Henrys (1645-1706), conseiller du roi, capitaine-châtelain de la prévôté de Châtelneuf (Loire), gentilhomme ordinaire du prince de Condé[8]. Il épouse Marie-Anne Grandon.
      - Joseph-Léonard-Claude Henrys ( -1740), écuyer, sieur d'Aubigny et de Mérigneu, gendarme de la garde du roi. Il épouse Jeanne de Varennes.
        - Jean-Baptiste Henrys (1728-1786), seigneur d'Aubigny, gendarme de la garde du roi (1763), chevalier de Saint-Louis. Il épouse Ursule Bridet des Myards.
          - Jeanne-Louise Henrys d'Aubigny (1763-1837), mariée au comte de Damas, mère de Claude Marie Gustave de Damas (1788-1843).
          - Henry-Oswald-Gabriel Henrys (1767-1825) dit le marquis d'Aubigny[13], seigneur d'Aubigny, garde du corps du roi Louis XVI[2], chevalier de Saint-Louis[14]. Il épouse Marie-Henriette Mogniat de l'Ecluse.
            - Pierre-Oswald Henrys d'Aubigny (1807-1848). Il fit don aux hospices civils de la ville de Lyon, en 1848, d'une somme de plus de 300 000 francs. Une rue de la ville porte son nom[15].
            - Casimir-Hector Henrys d'Aubigny (1809-1874), chevalier des ordres de Malte, de Saint-Grégoire-le-Grand et du Saint-Sépulcre[16]. Il épouse Joséphine Louise de Sayn-Wittgenstein-Berlebourg.
              - Mathilde Henrys d'Aubigny (1839-1913), mariée à Henry de Seguins-Pazzis d'Aubignan (1831-1917), grand-mère du général Edgard de Larminat[17].
              - Edgar Henrys d'Aubigny (1841-1910[18]), lieutenant-colonel de cavalerie, officier de la Légion d'honneur[9]. Il épouse Alice de Witte (1849-1937).
              - Jules-Ludovic Henrys d'Aubigny (1844-1922), diplomate, ministre plénipotentiaire à Munich, grand officier de la Légion d'honneur[19], marié à Marie-Euphrasie Guynemer, tante paternelle de Georges Guynemer (1894-1917), « as » Français de la première guerre mondiale[20].

            - Gaston Henrys d'Aubigny (1816-1888). Il épouse Geneviève Joséphine Nelly de Reynaud de Villeverd, dont
              - Raymond Henrys d'Aubigny (1846-1882), Zouave pontifical[21].
              - Paul Henrys d'Aubigny (1847-1917), officier de cavalerie.
              - Amaury Henrys d'Aubigny (1850-1939), chef d'escadron d'artillerie, officier de la Légion d'honneur[19],[22]. Il épouse Gabrielle Goury des Tuileries.
              - Henri Henrys d'Aubigny (1855-1926), ép. (1891) Anne de Kuyper (1867-1926), dont
                - Gérard Henrys d'Aubigny (1892-1915), sous-lieutenant au 9e régiment d'infanterie, mort pour la France à Roclincourt le 11 mai 1915, croix de guerre 14-18 avec palme.
                - Nelly Henrys d'Aubigny (1894-1918), ép. (1917) le baron Jacques Fradin de Bellabre (1877-1947), croix de guerre 14-18, chevalier de la Légion d'honneur.
                - Mathilde Henrys d'Aubigny, ép. (1921) le comte Jehan des Nouhes de Robineau (1894-1960), croix de guerre 14-18, dont postérité.

              - Ennemond Henrys d'Aubigny (1856-1871).

            - Louis-Marie Henrys d'Aubigny (1818-1888), châtelain d'Esmyards, maire de Brandon (1848). Il relève le nom d'Esmyards du chef de sa grand-mère paternelle par décret du 23 janvier 1877[10]. Il épouse, en 1848, Adèle Claret de Fleurieu (1829-1849) puis, en 1856, Jeanne Blanche Marie Goupil (1836-1920), dont :
              - Henriette Henrys d'Aubigny d'Esmyards (1857-1857).
              - Ferdinand Henrys, comte d'Aubigny d'Esmyards (1860-1949), décoré de la Croix de Guerre. Il épouse Anna Marie Louise Alix de Ranst de Berchem.
                - Elisabeth Henrys d'Aubigny d'Esmyards (1891-1993), ép. (1921) le comte Guy de Cosnac (1884-1946), dont postérité.
                - Alix Henrys d'Aubigny d'Esmyards (1892-1981) ép. (1919) Maurice de Ranst de Berchem, marquis de Saint-Brisson, dont postérité.
                - Emmanuel Henrys d'Aubigny d'Esmyards (1894-1945), médaille militaire, croix de guerre 14-18 (4 étoiles d'argent et une étoile de bronze), ép. (1928) Blanche Ucciani, sans hoirs.
                - Oswald Henrys d'Aubigny d'Esmyards (1898-1959) ép. (1929) Odile Prouvé-Drouot, dont
                  - Claude Henrys d'Aubigny d'Esmyards (1930-2007) ép. le comte Jean de Larminat (1928-1981), dont postérité.
                  - Ludovic Henrys d'Aubigny d'Esmyards (1935-2011).

              - Pierre-Roger Henrys, vicomte d'Aubigny d'Esmyards (1863-1940) ép. Marie-Louise Claret de Fleurieu (1869-1961), dont
                - Viva Henrys d'Aubigny d'Esmyards ép. (1912) le comte Henri Bouchareinc de Chaumeils de La Coste (1875-1959).
                - Blanche Henrys d'Aubigny d'Esmyards, religieuse.
                - Louis Henrys d'Aubigny d'Esmyards (1892-1965), capitaine au 305e régiment d'infanterie, croix de guerre 14-18, chevalier de la Légion d'honneur[19], ép. (1917) Marie-Henriette de Barry, dont postérité.
                - Marguerite Henrys d'Aubigny d'Esmyards, religieuse.
                - Henriette Henrys d'Aubigny d'Esmyards (1895-1951) ép. (1919) le comte Pierre de Poulpiquet du Halgouët (1886-1967), chevalier de la Légion d'honneur, dont postérité.
                - Chantal Henrys d'Aubigny d'Esmyards (1896-1969) ép. (1919) le comte Jean Bout de Marnhac, officier de la Légion d'honneur, dont postérité.
                - Edouard Henrys d'Aubigny d'Esmyards (1899-1976), croix de guerre 14-18, ép. (1924) Marie Boulard de Gatellier (1902-1981), dont postérité.
                - Odette Henrys d'Aubigny d'Esmyards (1902-1985) ép. (1922) le comte Edmond de Martène (1893-1924), croix de guerre 14-18, dont postérité.

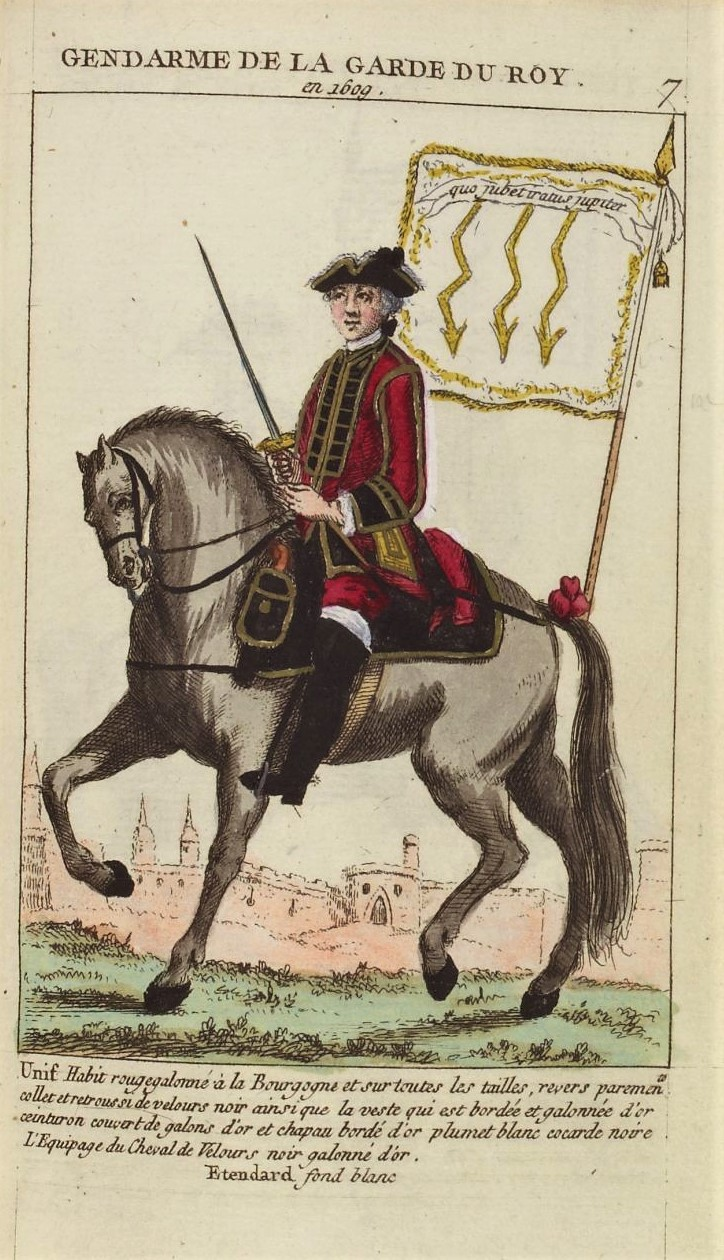
Gendarme de la Garde (1772).

## Armes
Armes des Henrys d'Aubigny et Henrys d'Aubigny d'Esmyards : Ecartelé au 1 et 4 d'argent, au cœur de gueules chargé du nom de Jesus d'or, et un chef d'azur à un lyon léopardé d'argent ; aux 2 et 3 d'azur à un griffon rampant d'or adextré d'une plante de blé de trois tiges du même, et soutenu d'une terrasse de sinople.
Devise : Dedit illi nomen quod est super omne nomen (« Il lui a donné le nom qui est au-dessus de tout nom »).

## Fiefs
- Aubigny[8], Mérigneu et Chavassieu[8], Beaulieu, Charlieu[8].

## Fanfare de chasse
La d'Aubigny, composée par V. Viney,.

## Demeures

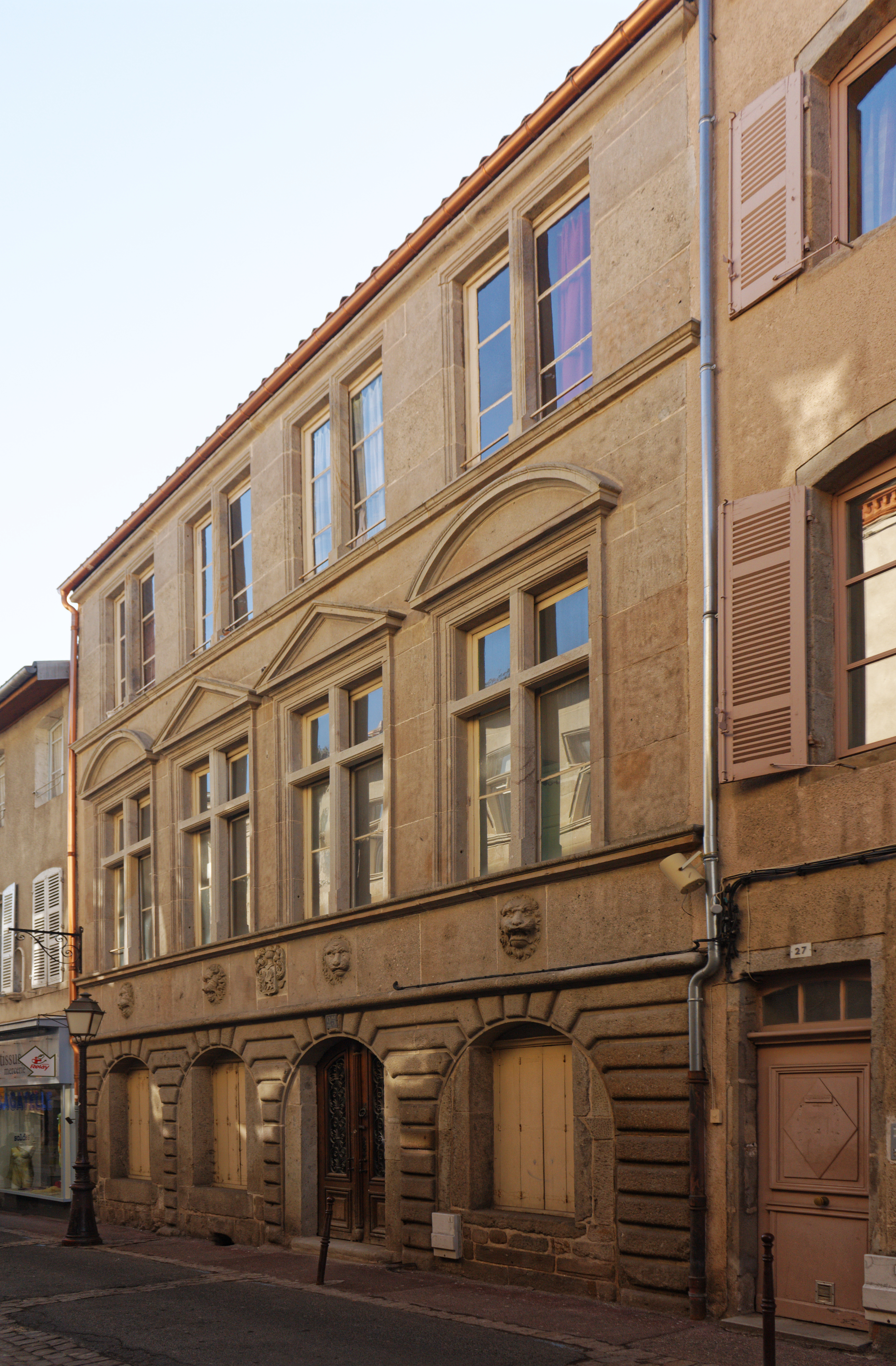
Hôtel Henrys dit « maison des Lions » à Montbrison (Loire).

Cette famille possède ou a possédé, entre autres, l'hôtel Henrys (ou « maison des Lions ») à Montbrison, le château de Charlieu,, le château de Grézieu-le-Fromental, le château d'Aubigny, le château de l'Ecluse, le château de Montvaillant, le château d'Esmyards, le château de l'Espinay, le château de Beauregard.

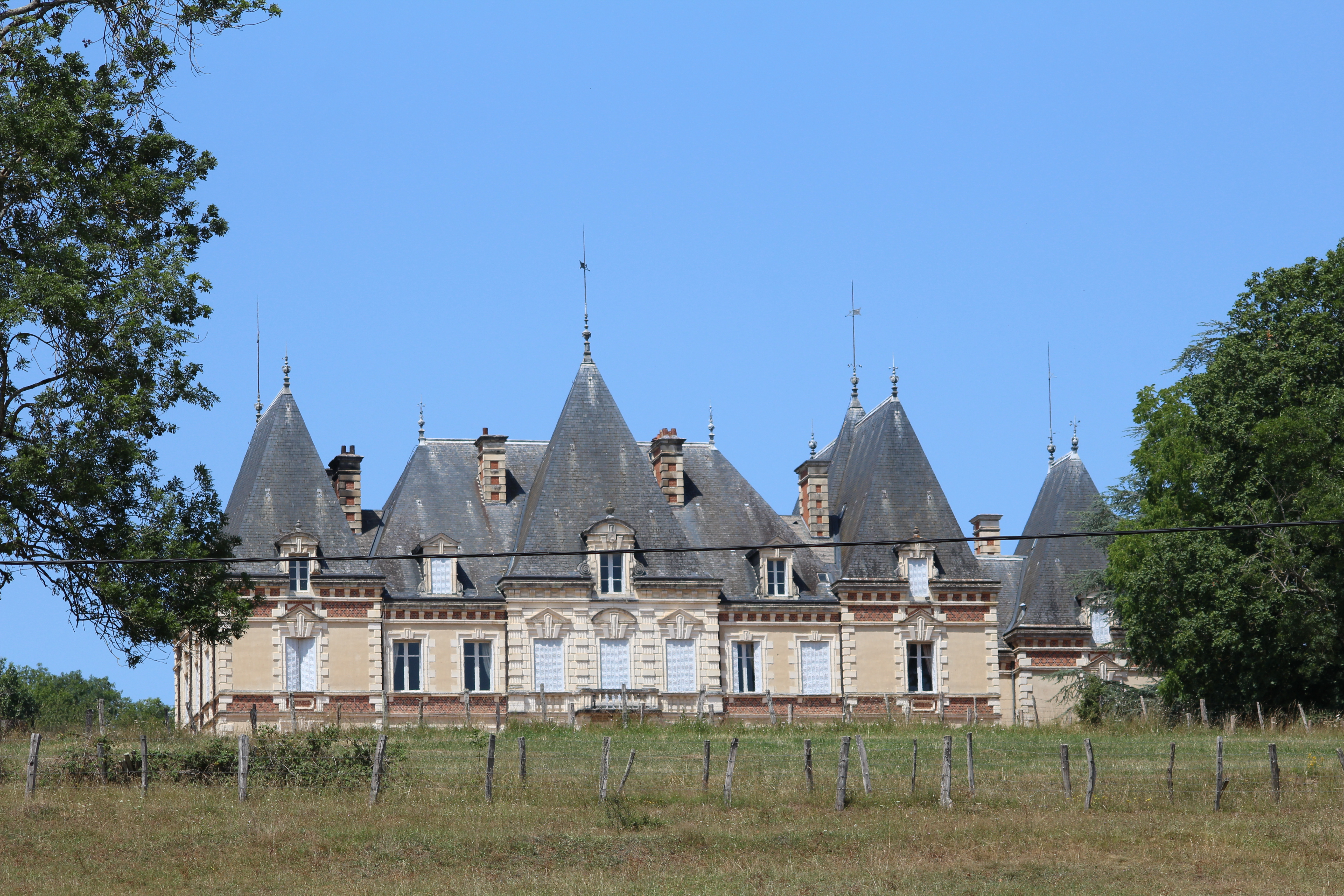
Château d'Esmyards
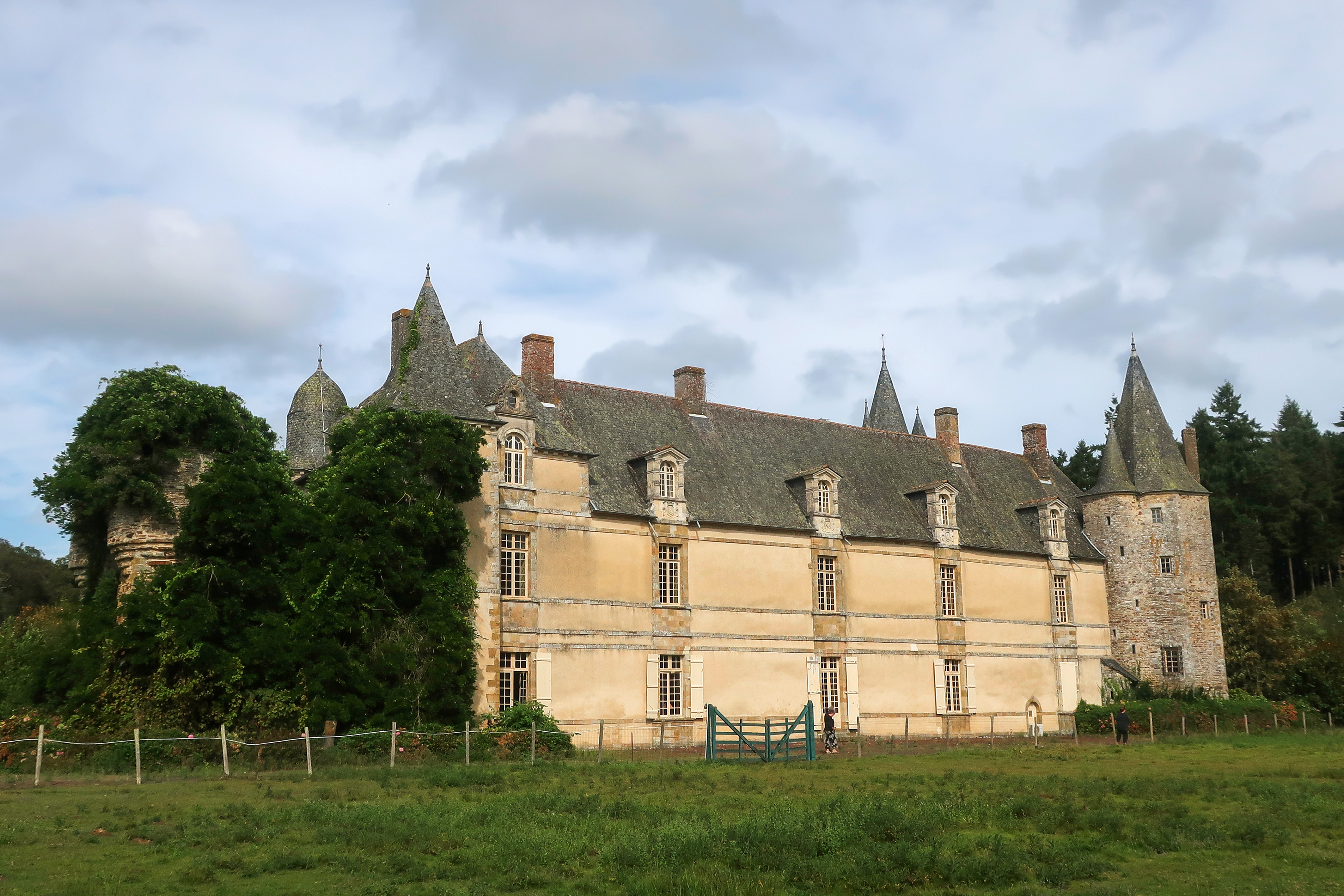
Château de l'Espinay
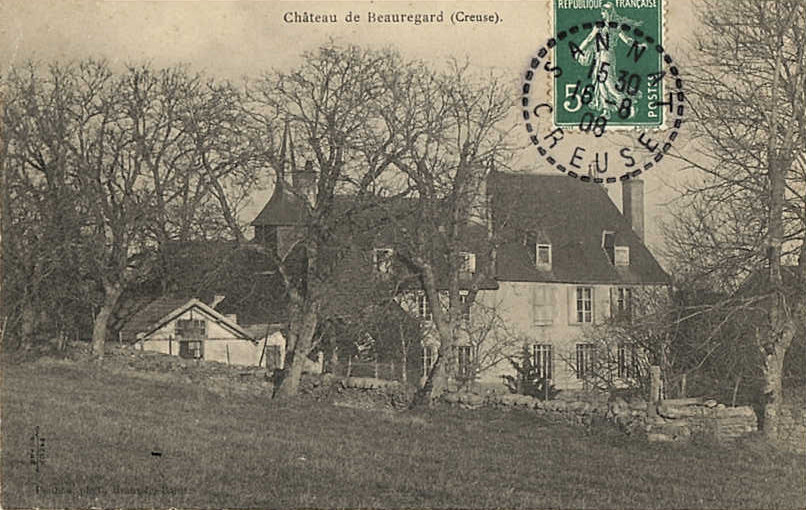
Château de Beauregard
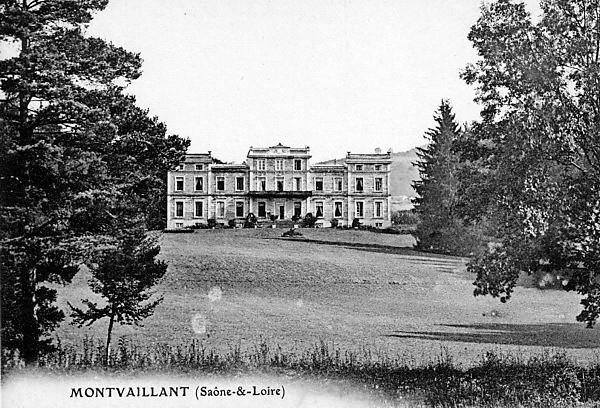
Château de Montvaillant

## Alliances
Les principales alliances de la famille Henrys d'Aubigny et Henrys d'Aubigny d'Esmyards jusqu'au début du XXe sont : Bridet des Myards, Mogniat de l'Ecluse, de Damas, de Saÿn-Wittgenstein-Berlebourg, de Seguins-Pazzis d'Aubignan, de Witte, Guynemer, de Reynaud de Villeverd, Goury des Tuileries, de Piolenc, Fradin de Bellabre, des Nouhes de Robineau, Claret de Fleurieu (1848 et 1889), de Ranst de Berchem de Saint-Brisson (1886 et 1919), de Cosnac, de Larminat, Bouchareinc de Chaumeils de La Coste, de Barry (1917), de La Barre de Nanteuil (1950), etc.

## Postérité
- Une épitaphe à Claude Henrys (1593-1662), dans l'église du chapitre de Notre-Dame de Montbrison[8] et une rue à son nom dans cette même ville ;
- Une rue à Lyon en souvenir de Pierre-Oswald Henrys d'Aubigny (1807-1848)[15].

#### Ouvrages à caractère de sources
- Arnaud (Clément), « Henrys d'Aubigny », in La noblesse française, www.academia.edu, février 2022, p. 446 ;
- d'Assier de Valenches (Pierre), Les fiefs du Forez, d'après le manuscrit inédit de M. Sonyer Du Lac, Lyon, Perrin, 1858, 351 p., pp. 9, 53, 54, lire en ligne ;
- Broutin (Auguste), Histoire des couvents de Montbrison avant 1793, Saint-Etienne, imprimerie de Montagny, 1876, 406 p., p. 270, lire en ligne ;
- Broutin (Auguste), Familles nobles du Forez, Saint-Etienne, imprimerie Ménard et Ding, 1881, 364 p., pp. 142 à 145, lire en ligne ;
- Conseil des héraldistes de France, « A propos des d'Aubigny d'Esmyards et de quelques autres » in La Nouvelle revue héraldique : historique et archéologique, Lyon, 1922, p. 20 à 22 ;
- Dockès (Nicole), Offices et justice en Forez du XVe au XVIIIe siècle, thèse de doctorat d'histoire du droit, Lyon, 1971, 2 vol. ;
- Henry (Paul), Le jurisconsulte Claude Henrys : théologien et moraliste, Siraudeau, Angers, 1904, 20 p. ;
- de Jouvencel (Henri), L'assemblée de la noblesse de la sénéchaussée de Lyon en 1789, étude historique et généalogique, Lyon, 1907, 1058 p., p. 330, 410, 686, lire en ligne ;
- Latta (Claude), « Un épisode de la réforme catholique en Forez : la création du collège des oratoriens de Montbrison (1620-1629) », in bulletin de la Diana, Montbrison, 1er janvier 1997, p. 12 à 18, lire en ligne ;
- Perrin (Gabriel), Claude Henrys, conseiller et avocat du roi au présidial de Montbrison, Lyon, Perrin, 1864, 24 p. ;
- Relave (abbé Pierre-Maxime), Sury-le-Comtal en Forez : essai d'histoire et d'archéologie, Montbrison, Brassart, 1907, 552 p., pp. 266 et s., lire en ligne ;
- Révérend du Mesnil, « Rapport sur l'excursion archéologique faite à Moind, Chandieu, Chatain d'Uzore et Montbrison », in bulletin de la Diana, Montbrison, 1879, p. 470 et s., lire en ligne ;
- Salomon (Emile), Jourda de Vaux (Gaston), Les Châteaux historiques (manoirs, maisons-fortes, gentilhommières, anciens fiefs) du Forez et des enclaves du Lyonnais, du Beaujolais et du Mâconnais qui ont formé le département de la Loire, Impr. de Normand, Hennebont, 392 p., pp. 72 et 73, lire en ligne ;
- Steyert (André), Armorial général du Lyonnais, Forez et Beaujolais, A. Brun, Lyon, 1860, 258 p., p. 49 ;
- Un Livre de famille. Généalogie des Rivérieulx, leur descendance par les femmes, leurs fiefs et seigneuries, les ascendants des enfants de Gabriel de Rivérieulx de Varax et de Félicie de La Croix-Laval, leur descendance, Impr. de Mougin-Rusand, Lyon, 1897, 255 p., p. 161 et 162, lire en ligne.

#### Ouvrages de Claude Henrys (1593-1662)
- Oeuvres de M. Claude Henrys, contenant son recueil d'arrêts, vingt-deux questions posthumes tirées des écrits de l'auteur trouvés après son décès, ses plaidoiers et harangues ; avec des observations sur les changemens de la jurisprudence arrivés depuis la mort de l'auteur, une conférence de la jurisprudence de tous les pays du droit écrit du royaume, et des moyens faciles et seurs pour la rendre certaine et uniforme dans tous les tribunaux, par M. B.-J. Bretonnier, Paris, Emery, 1738, 4 vol., lire en ligne ;
- L'homme-Dieu, ou Le parallele des actions divines & humaines de Jesus-Christ, Impr. Chancel, 1645-1646, 2 vol. ;
- Recueil d'arrêts remarquables donnez en la Cour de Parlement de Paris, fait et compilé par Maistre Claude Henrys, Paris, Alliot, 1638, 718 p.